# Mazda MPV
Mazda MPV — мінівен, що випускається фірмою Mazda з 1989 року.
MPV — (англ. Multipurpose Passenger Vehicle) — багатофункціональний пасажирський транспортний засіб.

## Перше покоління (1989-1999)

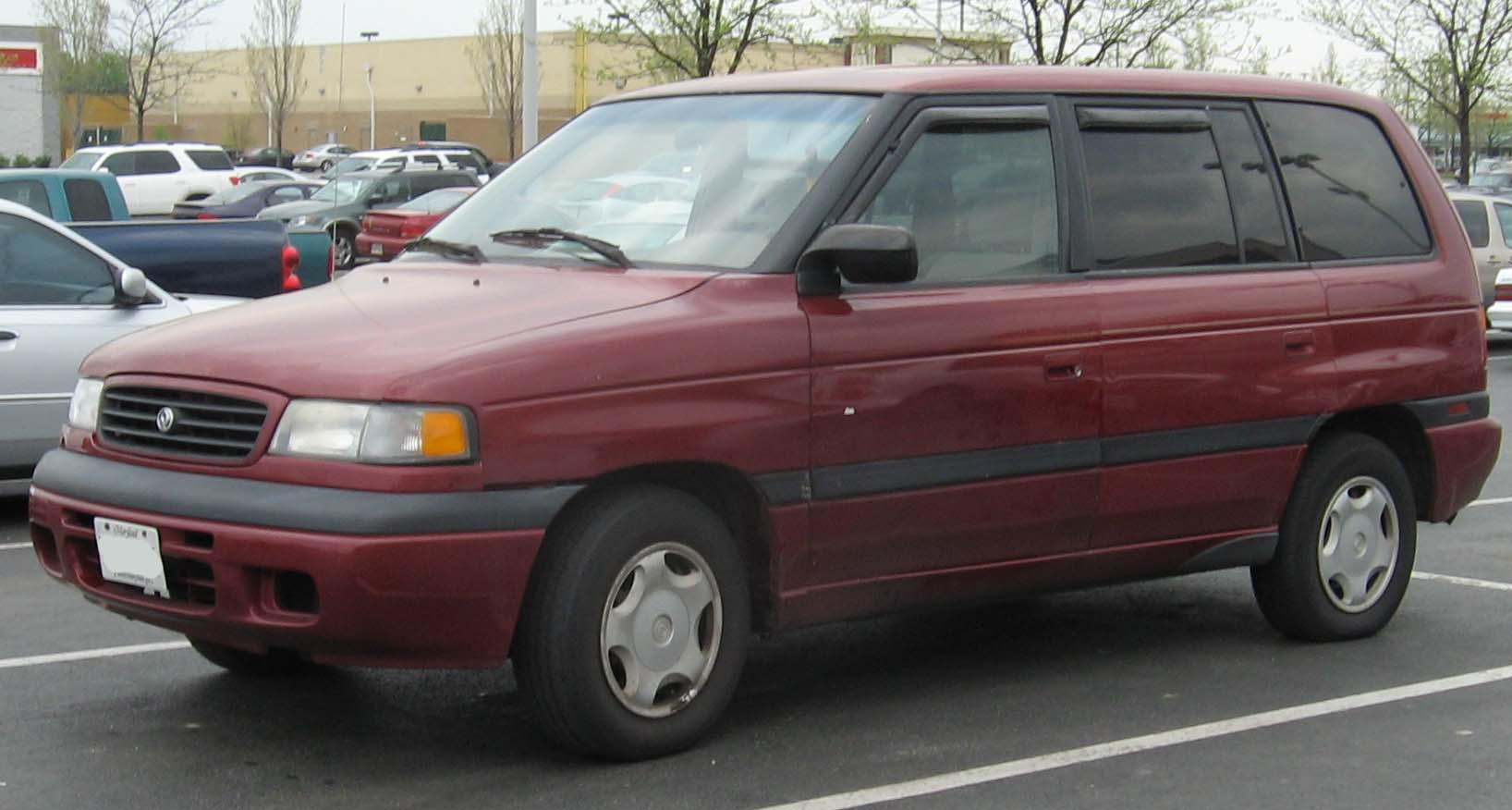
Mazda MPV (1989-1999)

Спочатку автомобіль мав задній привід. На внутріяпонського версію з правим кермом (1989–1999) встановлювалася роздавальна коробка з механізмом підключення переднього приводу, а також можливістю блокування міжосьового диференціала.
Двигуни
- 2.6 L G6 I4 (1988–1996)
- 2.5 L G5 I4 (1995-1999)
- 3.0 L JE V6

## Друге покоління (1999-2006)

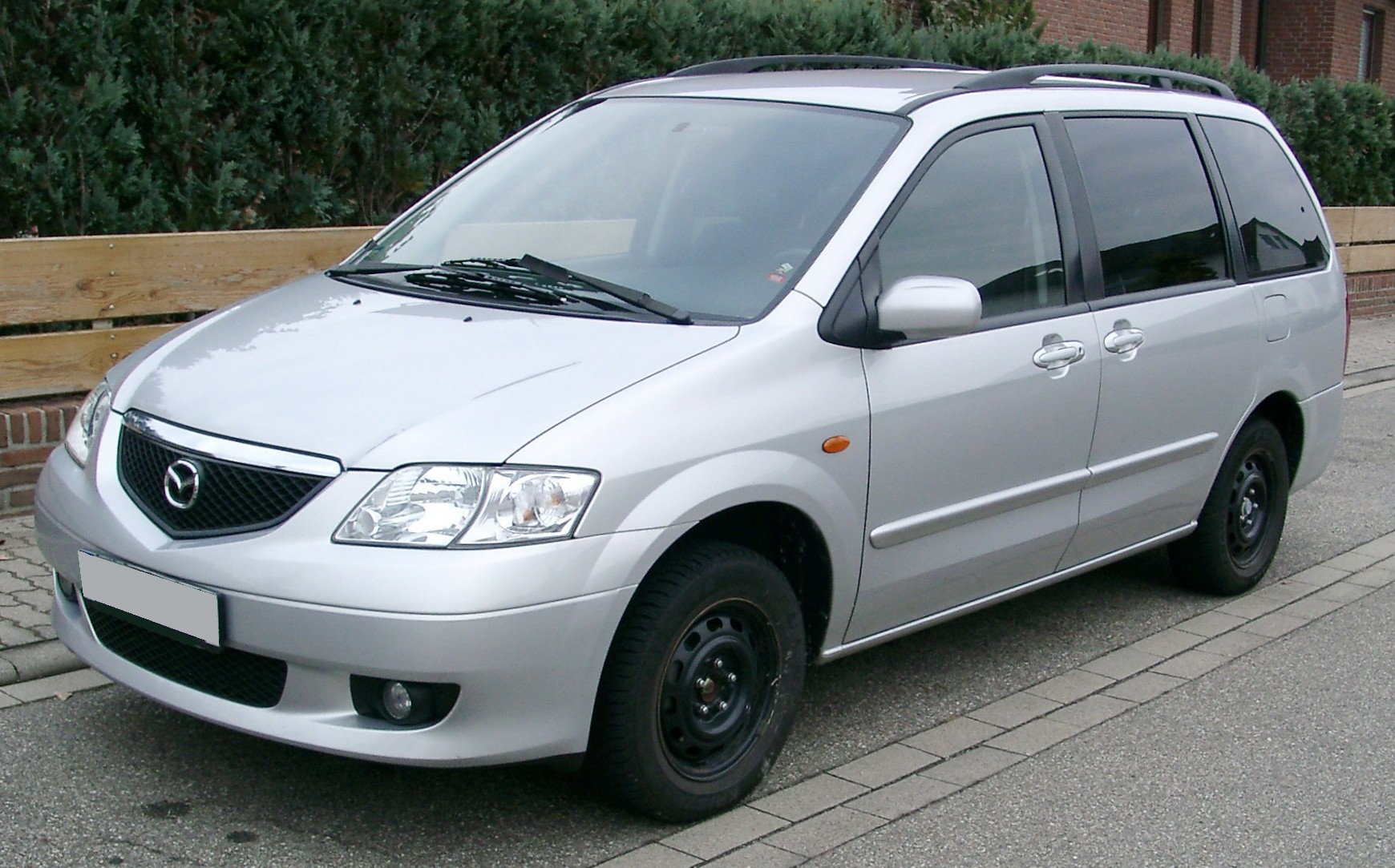
Mazda MPV (1999-2006)

Друге покоління Mazda MPV надійшло у продаж у кінці 1999 року. Це були повністю нові передньопривідні автомобілі, які пропонували більше внутрішнього простору і комфорту. У наступні роки інженерами і дизайнерами компанії було проведено безліч позитивних змін, які торкнулися лінійки доступних двигунів і рівня оснащеності салону. Тому дані семимісні мінівени були і залишаються популярними серед тих, хто цінує зручність і високий рівень функціональності. 
Мінівен Mazda MPV доступний у трьох варіантах комплектацій: LX-SV, LX і ES.
Базова версія LX-SV комплектується: 15-дюймовими сталевими дисками, розсувними бічними дверима, CD-плеєром.
У комплектації LX доступні: 16-дюймові литі диски, кнопки управління стереосистемою на рульовому колесі. Як опція для даної версії MPV пропонуються: функції електрорегулювання водійського сидіння, бічні подушки безпеки для передніх пасажирів і система контролю тяги.
При виборі комплектації ES водієві будуть доступні 17-дюймові диски, задні бічні розсувні двері з електроприводом, шкіряне оздоблення салону, затемнені вікна, вдосконалена аудіосистема з 9-ма динаміками і вбудованим у приладову панель CD-чейнджером і окремий кондиціонер для задніх пасажирів
Для Mazda MPV доступний бензиновий двигун V6, об'ємом 3.0 л, який працює у парі з 5-ступінчастою автоматичною трансмісією. Потужність даного агрегату становить близько 200 кінських сил. Витрата палива у міському циклі не перевищує 14,4 л/100 км, на шосе - 8,4 л/100 км, у змішаному циклі - 12,1 л/100 км, а розгін до 100 км/год зі стартової позиції займає 8,9 секунд. Максимальна швидкість досягає позначки 205 км/год. 
Двигуни
- 2.0 L FS-DE I4 (99–02)
- 2.3 L L3-VE I4 (02–05)
- 2.5 L GY-DE V6 (99-01)
- 2.5 L AJ V6 (99–02)
- 3.0 L AJ V6 (02–06)
- 2.0 L RF MZR common rail turbodiesel

## Третє покоління (2006-2016)

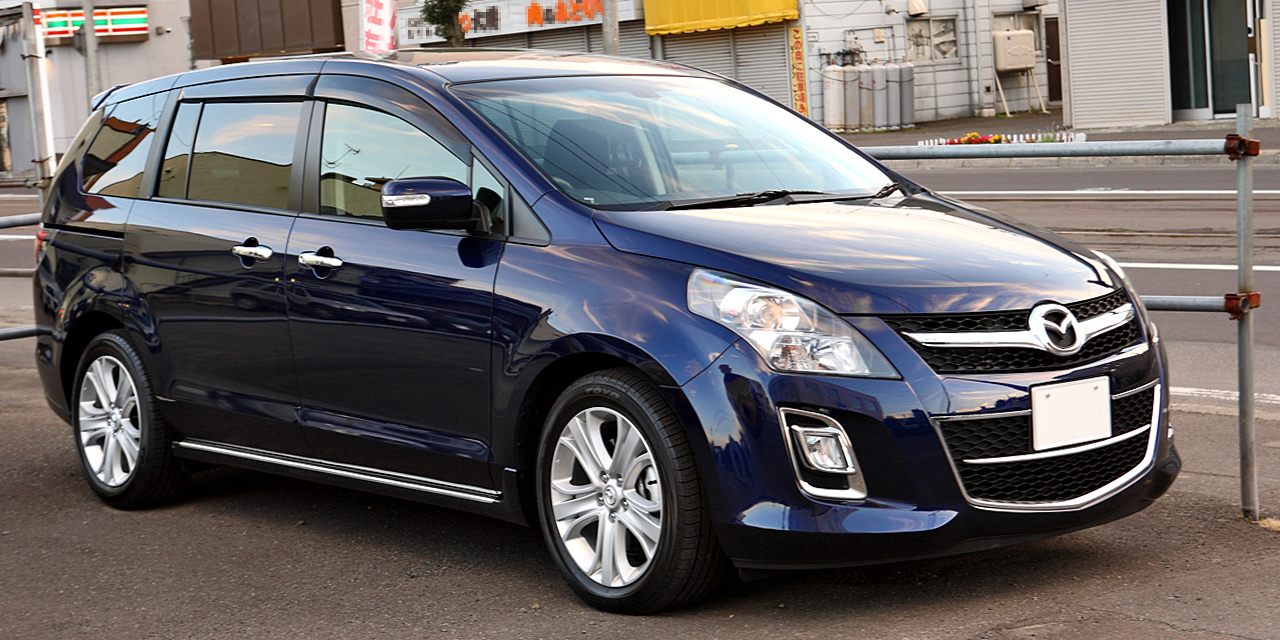
Mazda MPV (2006-2016)

Двигуни
- 2.3 L L3-VE I4
- 2.3 L L3-VDT turbo I4